# Greedy (Tate McRae)
Greedy is een nummer van de Canadese zangeres Tate McRae uit 2023. Het is de eerste single van haar tweede studioalbum Think Later.
In het nummer zit een sample uit Promiscuous van Timbaland en Nelly Furtado. Volgens McRae gaat "Greedy" over het vertrouwen hebben om te weten wat je wilt. Met het nummer gaat ze een iets andere kant op dan met haar vorige muziek. "Ik heb het gevoel dat dit de eerste keer is dat mensen een pittigere en speelse kant van mij zien", aldus McRae. De plaat werd wereldwijd een gigantische hit en bereikte in veel landen de top 10. Zo haalde het de 2e positie in McRae's thuisland Canada. In de Nederlandse Top 40 was het nog succesvoller met een nummer 1-positie, terwijl in de Vlaamse Ultratop 50 de 3e positie werd gehaald.

## Tracklijst
Muziekdownload
1. "Greedy" - 2:12